# Фельтен, Морис
Мори́с Фельте́н (фр. Maurice Feltin; 15 мая 1883, Дель, Франция — 27 сентября 1975, Париж, Франция) — французский кардинал. Епископ Труа с 9 декабря 1927 по 16 августа 1932. Архиепископ Санса с 16 августа 1932 по 16 декабря 1935. Архиепископ Бордо с 16 декабря 1935 по 15 августа 1949. Архиепископ Парижа с 15 августа 1949 по 21 декабря 1966 и военный ординарий Франции с 29 октября 1949 года по 15 апреля 1967 год. Кардинал-священник с 12 января 1953, с титулом церкви Санта-Мария-делла-Паче с 15 января 1953.